# Byblia vulgaris
Byblia vulgaris är en fjärilsart som beskrevs av Otto Staudinger 1886. Byblia vulgaris ingår i släktet Byblia och familjen praktfjärilar. Inga underarter finns listade i Catalogue of Life.

## Bildgalleri

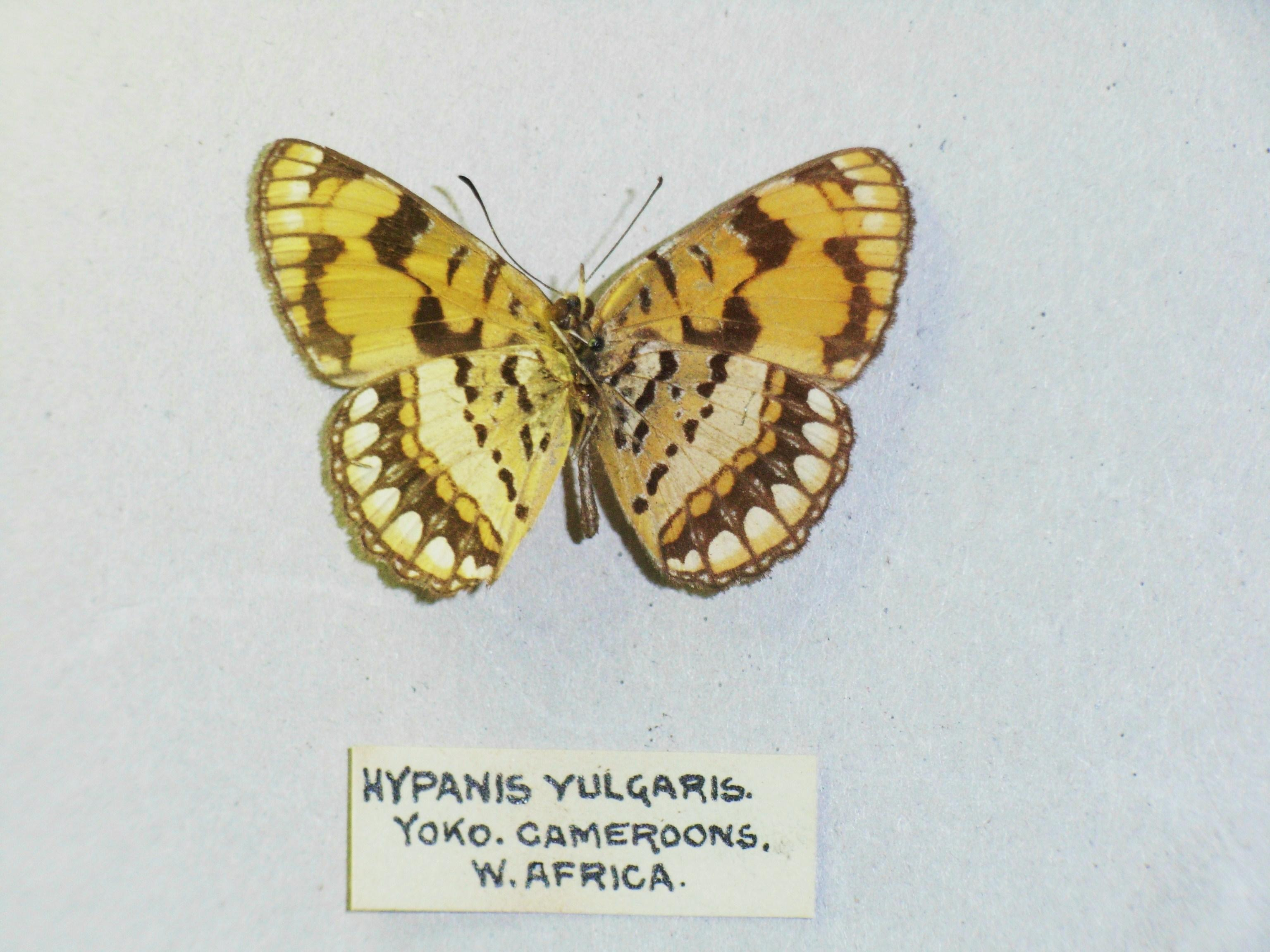